# Scinax exiguus
La ranita exigua (Scinax exiguus) es una especie de anfibios de la familia Hylidae.
Habita en Venezuela y, posiblemente, en Brasil y Guayana.
Sus hábitats naturales incluyen bosques tropicales o subtropicales secos y a baja altitud, montanos secos, ríos, pantanos y marismas intermitentes de agua dulce.